# CD Lugo
Club Deportivo Lugo – hiszpański klub piłkarski grający obecnie w Primera Federación, mający siedzibę w mieście Lugo, Galicja (Hiszpania).

## Zawodnicy

### Skład
Stan na 30 lipca 2019
| Nr | Poz. | Piłkarz             |
| -- | ---- | ------------------- |
| 2  | OB   | Serge Leuko         |
| 5  | PO   | Carlos Pita         |
| 6  | NA   | Tete Morente        |
| 7  | NA   | Cristian Herrera    |
| 8  | PO   | Fernando Seoane     |
| 10 | PO   | Antonio Campillo    |
| 12 | NA   | Manuel Barreiro     |
| 13 | BR   | Alberto Varo        |
| 17 | OB   | Orest Łebedenko     |
| 19 | PO   | Juan Muñiz          |
| 20 | OB   | José Carlos Ramírez |
| 22 | OB   | Eduard Campabadal   |

| Nr | Poz. | Piłkarz                                    |
| -- | ---- | ------------------------------------------ |
| 24 | PO   | Iriome González                            |
| 26 | BR   | Pablo Cacharrón                            |
| 28 | OB   | Pedro López                                |
|    | NA   | Guillermo Donoso                           |
|    | NA   | Jean Marie Dongou                          |
|    | NA   | Carlos Calderón                            |
|    | PO   | Hugo Rama                                  |
|    | PO   | Jaume Grau (wypożyczony z CA Osasuny)      |
|    | BR   | Ander Cantero                              |
|    | PO   | Borja Domínguez                            |
|    | NA   | Carlos García (wypożyczony z RCD Mallorca) |
|    | OB   | Roberto Canella                            |

### Piłkarze na wypożyczeniu
| Nr | Poz. | Piłkarz                                                     |
| -- | ---- | ----------------------------------------------------------- |
|    | OB   | Borja San Emeterio (w Atlético Baleares do 30 czerwca 2020) |

### Reprezentanci kraju grający w klubie
- Ángel Manuel Cuéllar
- Samuel Galindo
- Antonio Guayre
- Diego López
- Paco
- Iván Zarandona